# Махошевское сельское поселение
Махошевское сельское поселение — муниципальное образование в составе Мостовского района Краснодарского края России.
В рамках административно-территориального устройства Краснодарского края ему соответствует Махошевский сельский округ.
Административный центр и единственный населённый пункт — станица Махошевская.

## Население
| 2010  | 2012  | 2013  | 2014  | 2015  | 2016  | 2017  |
| ----- | ----- | ----- | ----- | ----- | ----- | ----- |
| 1630  | ↘1619 | ↗1622 | ↘1619 | ↘1616 | ↘1605 | ↘1602 |
| 2018  | 2019  | 2020  | 2021  | 2023  |       |       |
| ↘1595 | ↗1610 | ↘1590 | ↗1599 | ↘1574 |       |       |